# تيودور جيريكو

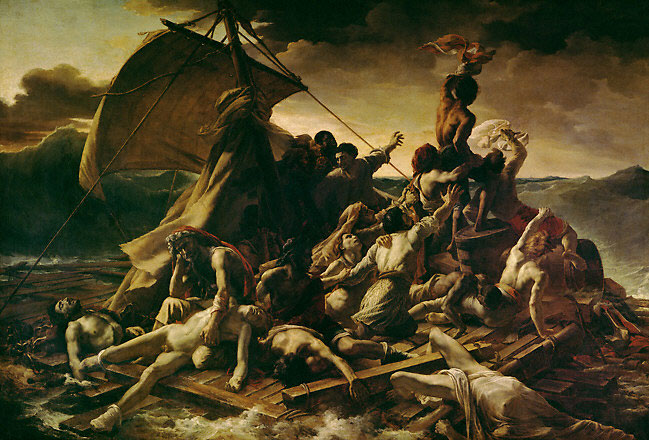
رسمة طوافة قنديل البحر في سنة 1819.

جيان لويس أندريه تيودور جيريكو (بالفرنسية: Jean-Louis André Théodore Géricault)‏ وهو رسام و طابع حجري فرنسي ولد في يوم 26 سبتمبر 1791 في مدينة روان في نورماندي في فرنسا وهو واحد من أشهر رسامي الفن رومانسي وعرف برسمته والتي اسمها طوافة قنديل البحر وتتواجد عدة رسوم له في متحف اللوفر في باريس، توفي تيودور في 26 يناير 1824 في باريس.

## روابط خارجية
- تيودور جيريكو على موقع الموسوعة البريطانية (الإنجليزية)
- تيودور جيريكو على موقع ميوزك برينز (الإنجليزية)
- تيودور جيريكو على موقع إن إن دي بي (الإنجليزية)